# Phaedrotoma latipediformis
Phaedrotoma latipediformis is een vliesvleugelig insect uit de familie van de schildwespen (Braconidae). De wetenschappelijke naam van de soort is voor het eerst geldig gepubliceerd in 2004 door Fischer.